# Ampulex difficilis
Ampulex difficilis är en  stekelart som beskrevs av Embrik Strand 1913. Ampulex difficilis ingår i släktet Ampulex och familjen Ampulicidae. Inga underarter finns listade i Catalogue of Life.